# Stralsund (Fernsehreihe)
Stralsund ist eine deutsche Fernsehreihe des ZDF, die seit dem Jahr 2008 produziert wird. Die erste Episode wurde im März 2009 im Rahmen des ZDF-Samstagskrimis erstmals ausgestrahlt.
Die als Kriminalfilm angelegten Filme der Reihe spielen in Stralsund und Umgebung in Vorpommern. Bis zur 20. Episode verkörperte Katharina Wackernagel die Hauptrolle der Kommissarin Nina Petersen. Seit der 21. Folge übernimmt Sophie Pfennigstorf als Kommissarin Jule Zabek ihren Dienst bei der Stralsunder Mordkommission.

## Produktionsnotizen
Entwickelt wurde die Reihe von Sven S. Poser und Martin Eigler, der auch bei den ersten fünf Episoden Regie führte. Gemeinsam schrieb das Duo die Bücher der Folgen 1 bis 8. Seit 2016 gehören Marianne Wendt und Christian Schiller zu den Autoren der Reihe. Bei der siebten Episode führte Christine Hartmann Regie. Die sechste Folge sowie die Episoden 8 bis 10 inszenierte Lars-Gunnar Lotz.
Die Außenaufnahmen werden in der Stadt Stralsund und in der Umgebung der Insel Rügen, aber auch in Hamburg und Schleswig-Holstein gedreht. Die Polizistin Nina Petersen hatte ein Büro im Stralsunder Gebäude An der Werft 5; dieser Raum wurde dafür dunkelblau gestrichen.

## Charaktere

### Aktuell
Karl Hidde: Der von Alexander Held gespielte Kriminalhauptkommissar nimmt es eher gelassen, dass er bei der Besetzung der Chefposition ständig übersehen wird, ist aber zu alt, um sich von anderen herumkommandieren zu lassen. Für ihn ist es von zentraler Bedeutung, dass sein jeweiliger Vorgesetzter ihn akzeptiert und ihm vertraut, wenn er eigene Wege geht. Obwohl er infolge eines während des Dienstes erfolgten Bombenanschlags eine Beinprothese trägt, ist es ihm wichtig, auch weiterhin im Außendienst tätig zu sein.

### Ehemalig

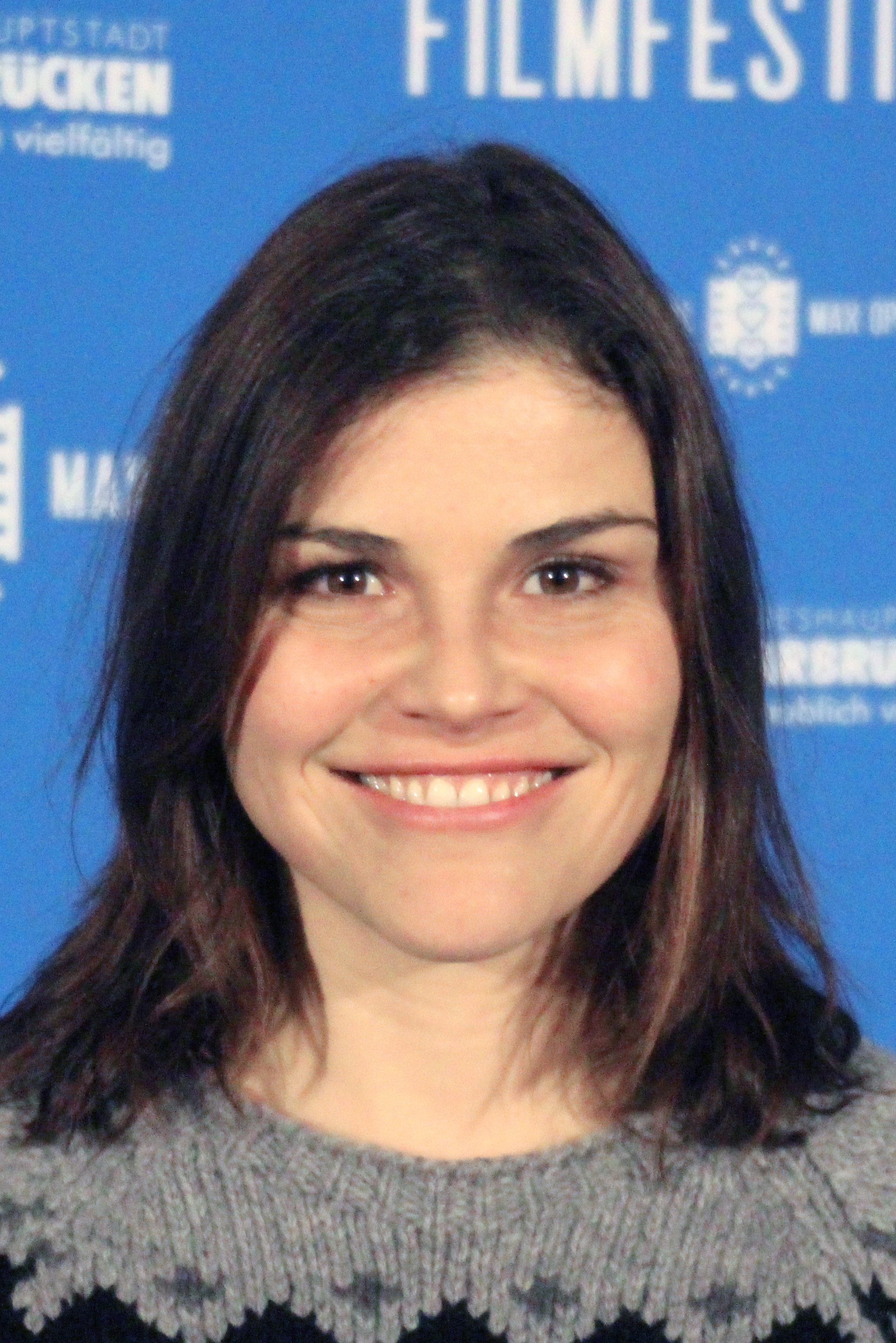
Katharina Wackernagel
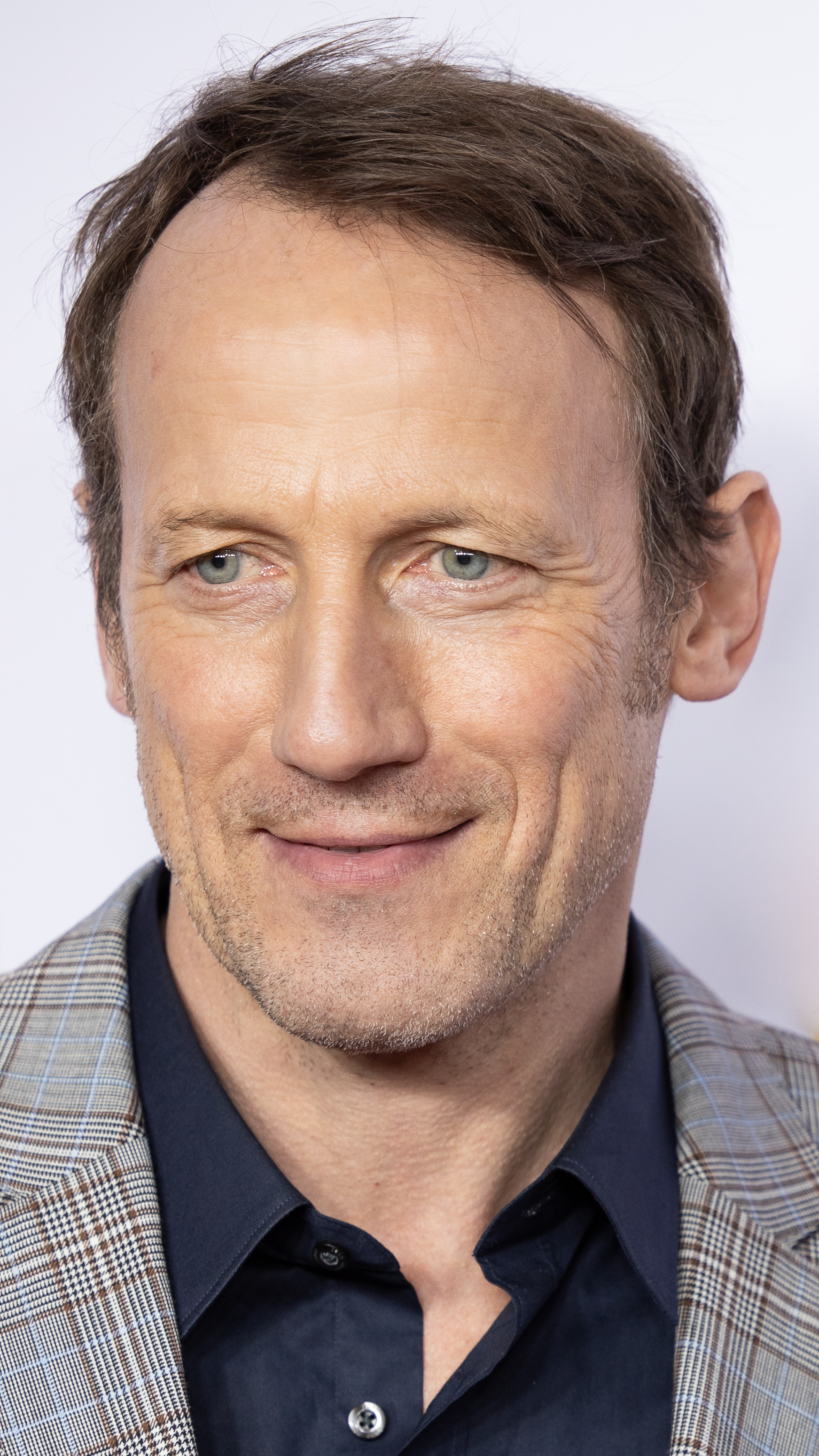
Wotan Wilke Möhring
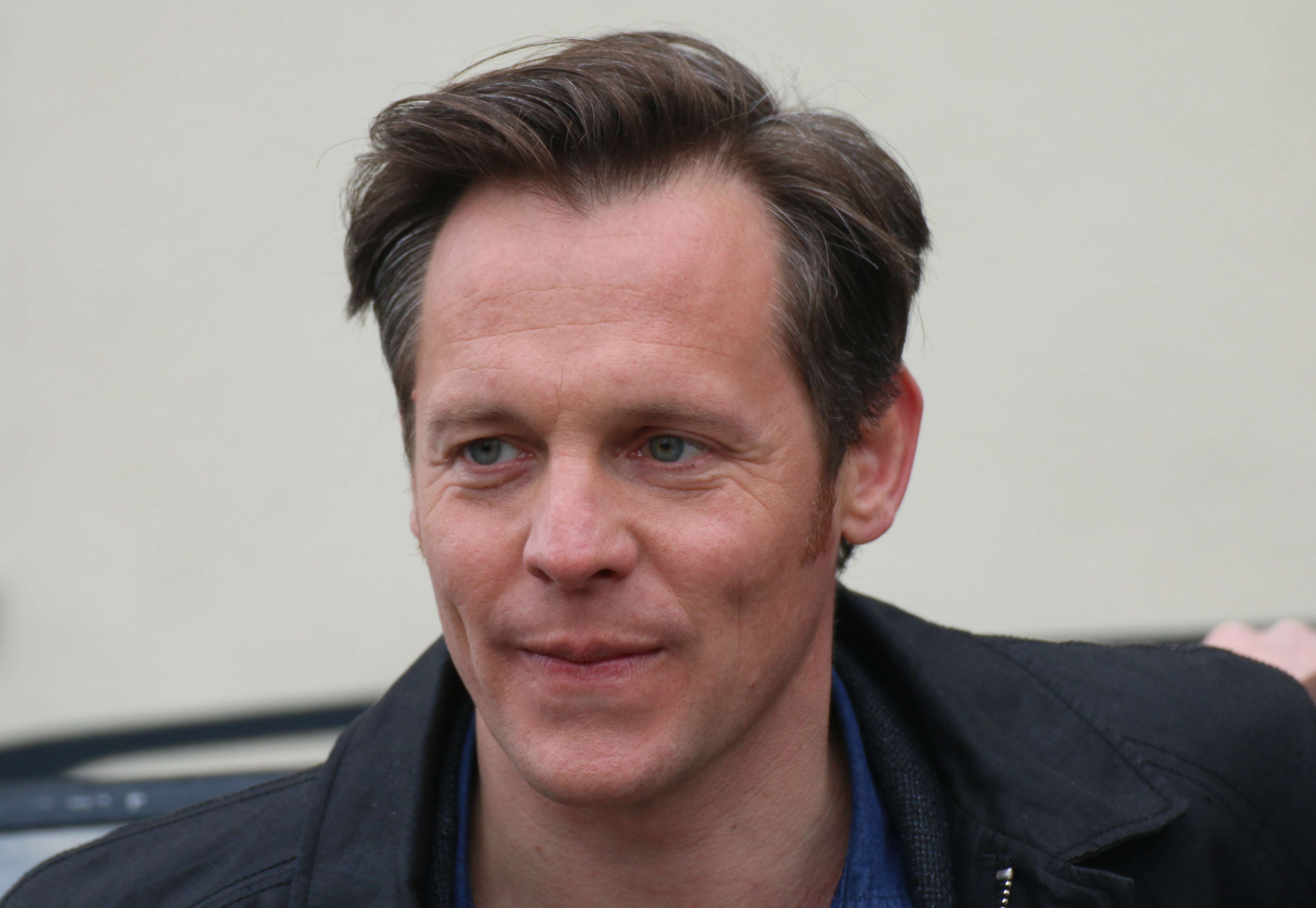
Johannes Zirner
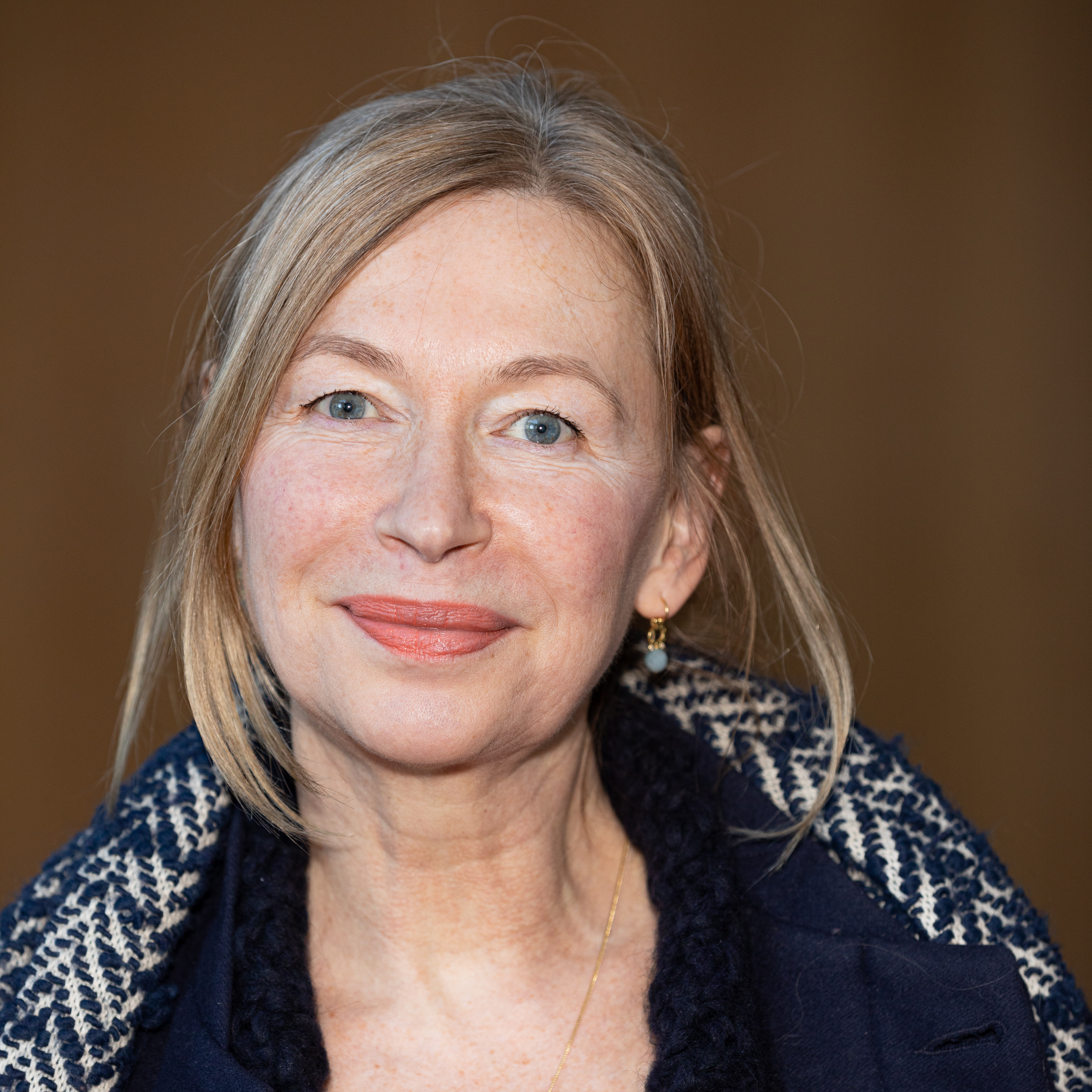
Therese Hämer

Nina Petersen: Die von Katharina Wackernagel verkörperte Kriminalkommissarin war eine energische junge Frau, deren pragmatische Art, mit Verbrechern umzugehen, ihrer Arbeit zugutekam. Petersen hatte einen starken Willen und scharfen Verstand und zeichnete sich dadurch aus, dass sie in ihren Fällen völlig aufging. Petersen fühlte mit den Opfern und überschritt dabei zuweilen auch persönliche Grenzen. In Folge 20. (Die rote Linie) erschießt sie ihren Ex-Lebensgefährten Benjamin Lietz und quittiert danach ihren Dienst.
Benjamin Lietz (†): Der von Wotan Wilke Möhring gespielte Kriminalkommissar Benjamin Lietz war zeitweilig der Lebensgefährte von Kommissarin Nina Petersen, bis er verhaftet wurde (Folge 5: Freier Fall). Lietz hatte das „Zocker-Gen“ und schwankte stets zwischen Mut und Übermut; Abteilungsleiter Meyer unterstellte ihm, Unglück magisch anzuziehen. In der 20. Folge (Die rote Linie) wird er von Nina Petersen erschossen.
Thomas Jung: Der von Johannes Zirner gespielte Kriminalkommissar war wie Uthmann lange Jahre beim SEK, bevor er als Sicherheitsberater in Afghanistan tätig war. Nach seiner Rückkehr wurde er vom LKA als Berater für besondere Gefahrenlagen zugeteilt und machte sich einen Namen als Sprengstoffexperte und Verhörspezialist. Jungs Art war geprägt von Zurückhaltung gepaart mit viel Kompetenz, was ihm den Neubeginn in Stralsund erleichterte. Nina Petersen war beeindruckt von seinem fachlichen Know-how, aber auch von dem Mann selbst. Karl Hidde stand dem Kollegen anfangs skeptisch gegenüber. In der 20 Folge (Die rote Linie) verliert er seine Zulassung.
Gregor Meyer: Der von Michael Rotschopf gespielte Abteilungsleiter war sehr gefühlskalt und brachte vor allem dem gehbehinderten Karl Hidde keinerlei Lob entgegen. Die Kollegen mochten ihn nicht, mit Ausnahme von Max Morolf, den er ins Team brachte. In Folge 10 (Vergeltung) wird er vom Dienst suspendiert.
Caroline Seibert: Die von Therese Hämer verkörperte Kriminalhauptkommissarin leitete die Stralsunder Kripo, nachdem ihr Vorgänger Gregor Meyer vom Dienst suspendiert worden war. Sie verlangte ihrem Team einiges ab – vor allem aber Kommissarin Nina Petersen. Seibert ist nicht einfach im persönlichen Umgang, da sie von hart und extrem kritisch unvermittelt zu empathisch-aufbauend wechseln konnte. Die Kommissarin wollte auf der Karriereleiter noch weiter nach oben, wobei ihr die Aufklärung der ihr obliegenden Fälle aber am Herzen lag. Seibert lebte in keiner festen Partnerschaft. In Folge 15 (Doppelkopf) legt sie ihr Amt, aufgrund voreiliger Verdächtigungen, nieder.
Karim Uthmann: Der von Karim Günes dargestellte Kriminalkommissar war vom SEK zur Mordkommission Stralsund gewechselt. Seine aus Marokko stammenden Eltern, beide Ärzte, hätten ihn gern in ihren Fußstapfen gesehen. Sein Entschluss, zur Polizei zu gehen, stieß in der Familie eher auf Unverständnis. Uthmann mied dieses Thema möglichst. Er beherrschte mehrere Kampfsportarten und war Experte für Waffen und Kampfstoffe. Sein Naturell war geprägt von Fröhlichkeit und Abenteuerlust. In Folge 22. (Tote Träume) wird er erschossen.

## Besetzung

### Hauptdarsteller

#### Aktuell
| Schauspieler        | Rollenname   | Dienstgrad                                         | Episoden | Zeitraum |
| ------------------- | ------------ | -------------------------------------------------- | -------- | -------- |
| Alexander Held      | Karl Hidde   | Kriminalhauptkommissar, Leiter der Kripo Stralsund | 2–       | 2010–    |
| Sophie Pfennigstorf | Jule Zabek   | Kriminaloberkommissarin                            | 21–      | 2023–    |
| Jakub Gierszał      | Tomasz Nowak | Kriminalkommissar                                  | 25–      | 2025–    |

#### Ehemalig
| Schauspieler          | Rollenname        | Dienstgrad                                               | Episoden | Zeitraum        | Ausstiegsgrund                                                                           |
| --------------------- | ----------------- | -------------------------------------------------------- | -------- | --------------- | ---------------------------------------------------------------------------------------- |
| Janek Rieke           | Stefan Prinz      | Kriminalkommissar                                        | 1        | 2009            | verlässt die Kripo                                                                       |
| Kirsten Block         | Susanne Winkler † | Kriminalhauptkommissarin, Leiterin der Kripo Stralsund   | 1, 8     | 2009, 2015      | wird erschossen                                                                          |
| Wotan Wilke Möhring   | Benjamin Lietz †  | Kriminalkommissar                                        | 2–5, 20  | 2010–2013, 2022 | wird in Folge 5 festgenommen und inhaftiert, in Folge 20 von Nina Petersen erschossen    |
| Wanja Mues            | Max Morolf        | Kriminalhauptkommissar (in Episode 5: Kriminalkommissar) | 5–10     | 2013–2016       | wird festgenommen                                                                        |
| Michael Rotschopf     | Gregor Meyer      | Kriminalhauptkommissar, Abteilungsleiter                 | 2–11     | 2010–2016       | vom Dienst suspendiert                                                                   |
| Therese Hämer         | Caroline Seibert  | Kriminalhauptkommissarin, Leiterin der Kripo Stralsund   | 11–15    | 2017–2019       | legt ihr Amt nieder                                                                      |
| Katharina Wackernagel | Nina Petersen     | Kriminalhauptkommissarin                                 | 1–20     | 2009–2022       | quittiert den Dienst, nachdem sie ihren Ex-Lebensgefährten Benjamin Lietz erschossen hat |
| Andreas Schröders     | Stein             | Kriminaltechniker                                        | 1–20     | 2009–2022       | legt sein Amt nieder                                                                     |
| Johannes Zirner       | Thomas Jung       | Kriminalkommissar, Leiter der Kripo Stralsund            | 13–20    | 2018–2022       | verliert seine Zulassung als Chef der Kriminalinspektion                                 |
| Karim Günes           | Karim Uthman †    | Kriminalkommissar                                        | 10–22    | 2016–2023       | wird erschossen                                                                          |

## Episodenliste
| Nr. (ges.) | Nr. (St.) | Originaltitel          | Erstausstrahlung                                     | Regie               | Drehbuch                                                         | Zuschauer                                |
| ---------- | --------- | ---------------------- | ---------------------------------------------------- | ------------------- | ---------------------------------------------------------------- | ---------------------------------------- |
| 1          | 1         | Mörderische Verfolgung | 30. März 2009                                        | Martin Eigler       | Martin Eigler, Sven S. Poser                                     | 5,59 Mio.(17,3 % MA)                     |
| 2          | 2         | Außer Kontrolle        | 30. Sept. 2010 (Film Festival Cologne) 10. Jan. 2011 | Martin Eigler       | Martin Eigler, Sven S. Poser                                     | 6,45 Mio.(18,7 %)                        |
| 3          | 3         | Blutige Fährte         | 27. Jan. 2012 (ZDFneo)                               | Martin Eigler       | Martin Eigler, Sven S. Poser                                     | 6,2 Mio. (18,0 %) (ZDF am 30. Jan. 2012) |
| 4          | 4         | Tödliches Versprechen  | 3. Feb. 2013 (ZDFneo)                                | Martin Eigler       | Martin Eigler, Sven S. Poser                                     | 5,97 Mio. (17,6 %) (ZDF am 4. Feb. 2013) |
| 5          | 5         | Freier Fall            | 30. Dez. 2013                                        | Martin Eigler       | Martin Eigler, Sven S. Poser                                     | 5,95 Mio. (18,4 %)                       |
| 6          | 6         | Kreuzfeuer             | 31. Jan. 2015                                        | Lars-Gunnar Lotz    | Martin Eigler, Sven S. Poser                                     | 6,97 Mio. (22,2 %)                       |
| 7          | 7         | Es ist nie vorbei      | 31. Okt. 2015                                        | Christine Hartmann  | Martin Eigler, Sven S. Poser                                     | 6,08 Mio. (20,2 %)                       |
| 8          | 8         | Der Anschlag           | 28. Dez. 2015                                        | Lars-Gunnar Lotz    | Martin Eigler, Sven S. Poser                                     | 3,83 Mio. (11,6 %)                       |
| 9          | 9         | Schutzlos              | 15. Okt. 2016                                        | Lars-Gunnar Lotz    | Sven S. Poser, Marianne Wendt, Christian Schiller                | 5,70 Mio. (18,8 %)                       |
| 10         | 10        | Vergeltung             | 29. Okt. 2016                                        | Lars-Gunnar Lotz    | Sven S. Poser, Marianne Wendt, Christian Schiller                | 5,84 Mio. (18,9 %)                       |
| 11         | 1         | Kein Weg zurück        | 4. Nov. 2017                                         | Florian Froschmayer | Martin Eigler, Sven S. Poser                                     | 7,01 Mio. (22,9 %)                       |
| 12         | 2         | Das Phantom            | 3. Feb. 2018                                         | Michael Schneider   | Martin Eigler                                                    | 6,61 Mio. (20,5 %)                       |
| 13         | 3         | Waffenbrüder           | 10. Nov. 2018                                        | Kaspar Heidelbach   | Daniel Schwarz, Thomas Schwebel, Olaf Kraemer                    | 6,58 Mio. (21,9 %)                       |
| 14         | 4         | Schattenlinien         | 26. Jan. 2019                                        | Markus Imboden      | Olaf Kraemer                                                     | 6,10 Mio. (19,8 %)                       |
| 15         | 5         | Doppelkopf             | 23. Nov. 2019                                        | Thomas Durchschlag  | Andreas Kanonenberg                                              | 5,97 Mio. (20,1 %)                       |
| 16         | 6         | Blutlinien             | 9. Mai 2020                                          | Lars Henning        | Olaf Kraemer                                                     | 7,44 Mio. (26,1 %)                       |
| 17         | 7         | Das Manifest           | 28. Aug. 2021                                        | Alexander Dierbach  | Andreas Kanonenberg                                              | 5,60 Mio. (21,9 %)                       |
| 18         | 8         | Medusas Tod            | 1. Sep. 2021                                         | Alexander Dierbach  | Olaf Kraemer                                                     | 5,03 Mio. (19,3 %)                       |
| 19         | 9         | Wilde Hunde            | 5. Feb. 2022                                         | Lars Henning        | Lars Henning                                                     | 7,28 Mio. (25,2 %)                       |
| 20         | 10        | Die rote Linie         | 15. Okt. 2022                                        | Martin Eigler       | Martin Eigler                                                    | 6,07 Mio. (22,7 % MA)                    |
| 21         | 1         | Der lange Schatten     | 2. Sep. 2023                                         | Lars Henning        | Lars Henning                                                     | 4,94 Mio. (23,7 % MA)                    |
| 22         | 2         | Tote Träume            | 16. Dez. 2023                                        | Petra K. Wagner     | Petra K. Wagner                                                  | 5,84 Mio. (23,2 % MA)                    |
| 23         | 3         | Kaltes Blut            | 12. Okt. 2024                                        | Petra K. Wagner     | Petra K. Wagner                                                  | 6,19 Mio. (26,4 % MA)                    |
| 24         | 4         | Der letzte Sieg        | 12. Apr. 2025                                        | Lars Henning        | Daniel Schwarz, Thomas Schwebel, Lars Henning, Jan Paul Bachmann | 5,39 Mio. (24,9 % MA)                    |
| 25         | 5         | Blutgeld               | 10. Mai 2025                                         | Stepan Altrichter   | Martin Behnke, Marc Zwinz                                        | 5,24 Mio. (24,5 % MA)                    |

## DVD-Veröffentlichungen
- 2013: Folgen 1–4; erschienen bei Studio Hamburg Enterprises
- 2016: Folgen 5–8; erschienen bei Studio Hamburg Enterprises
- 2018: Folgen 9–12; erschienen bei Studio Hamburg Enterprises
- 2020: Folgen 13–16; erschienen bei Studio Hamburg Enterprises
- 2022: Folgen 17–20; erschienen bei Studio Hamburg Enterprises
- 2025: Folgen 21–24; erschienen bei Studio Hamburg Enterprises